# Volcà d'Aiguanegra
Volcà d'Aiguanegra är en vulkan i Spanien.   Den ligger i provinsen Província de Girona och regionen Katalonien, i den östra delen av landet, 500 km öster om huvudstaden Madrid. Toppen på Volcà d'Aiguanegra är 589 meter över havet.
Terrängen runt Volcà d'Aiguanegra är kuperad.Runt Volcà d'Aiguanegra är det ganska glesbefolkat, med 42 invånare per kvadratkilometer. Närmaste större samhälle är Olot, 3,6 km sydväst om Volcà d'Aiguanegra. I omgivningarna runt Volcà d'Aiguanegra växer i huvudsak blandskog.